# Calli Cox
Calli Cox (ur. 26 lutego 1977 w Robinson) – amerykańska aktorka filmów porno. Występowała także jako Mrs. C. Frady, Calli Coxx, Cali Cox i Calli.

## Życiorys

### Wczesne lata
Urodziła się w Robinson w stanie Illinois. W 1999 roku ukończyła kolegium nauczycielskie na Eastern Illinois University w Charleston z tytułem Bachelor of Science.
Była nauczycielką w Effingham Junior High i przez rok pracowała na zastępstwie w Urbana High School. Uczyła ósmej klasy angielskiego i czytania.

### Kariera
Cox pracował jako nauczycielka w ciągu dnia i jako striptizerka w nocy, zanim, po przeprowadzce do Los Angeles, w lutym 2001 dostała się do branży filmów dla dorosłych. Jej pierwsza scena miała miejsce w proukcji Anabolic Video Oral Consumption 4 z Belladonną i Mr. Marcusem.
W latach 2001–2002 wzięła udział w Shane's World, serii filmów pornograficznych z udziałem studentów, w tym wiceprezesa samorządu studenckiego Arizona State University.
Wystąpiła także w Operation Just Cooze 1 (2001) z Tomem Byronem, Big Fat F.N. Tits 5 (2001) z Hakanem, Hot Bods And Tail Pipe 21 (2001) z Herschelem Savage’em, Fast Times at Deep Crack High 3 (2001) z Erikiem Everhardem i Belladonną, Midnight Librarians (2002) z Evanem Stone’em, Thrills 1 (2002) ze Stevenem St. Croixem, Special Auditions 1 (2002) z Seanem Michaelsem, Dear Whore 2 (2003) z Benem Englishem oraz Jill Kelly Productions Trashy (2001) i 100% Blowjobs 12 (2003) z Markiem Davisem.
W 2000 roku spotykała się z Billem Coxem.

## Nagrody i nominacje
| Rok  | Nagroda              | Kategoria                               | Film                       | Inni wykonawcy                                                                                 | Rezultat  |
| ---- | -------------------- | --------------------------------------- | -------------------------- | ---------------------------------------------------------------------------------------------- | --------- |
| 2002 | Adult Stars Magazine | Najlepsza debiutantka                   | –                          | –                                                                                              | Wygrana   |
| 2002 | AVN Award            | Najlepsza scena seksu grupowego – wideo | Young and Tight 2 (2001)   | Lola i Pat Myne                                                                                | Nominacja |
| 2002 | AVN Award            | Najlepsza nowa gwiazdka                 | –                          | –                                                                                              | Nominacja |
| 2002 | AVN Award            | Najlepsza scena seksu grupowego – wideo | X-Rated Auditions 3 (2001) | Renee LaRue, Shay Sights, Angel, Sana Fey, Nick Manning, Joel Lawrence, Pat Myne i Tony Pounds | Nominacja |
| 2002 | AVN Award            | Najlepsza scena seksu grupowego – wideo | Service Animals 2 (2001)   | Samantha Stylle i Lexington Steele                                                             | Nominacja |
| 2002 | XRCO Award           | Najlepsza scena seksu triolizmu         | Service Animals 2 (2001)   | Samantha Stylle i Lexington Steele                                                             | Nominacja |
| 2002 | XRCO Award           | Najlepsza gwiazdka roku                 | –                          | –                                                                                              | Nominacja |
| 2002 | NightMoves Award     | Najlepsza nowa gwiazdka wg redakcji     | –                          | –                                                                                              | Wygrana   |
| 2003 | AVN Award            | Najlepsza scena w parze – wideo         | Shane’s World 30 (2002)    | Tex                                                                                            | Nominacja |
| 2003 | AVN Award            | Wykonawczyni roku                       | –                          | –                                                                                              | Nominacja |